# Liste des lignes de chemin de fer des Pays-Bas
 (novembre 2023).

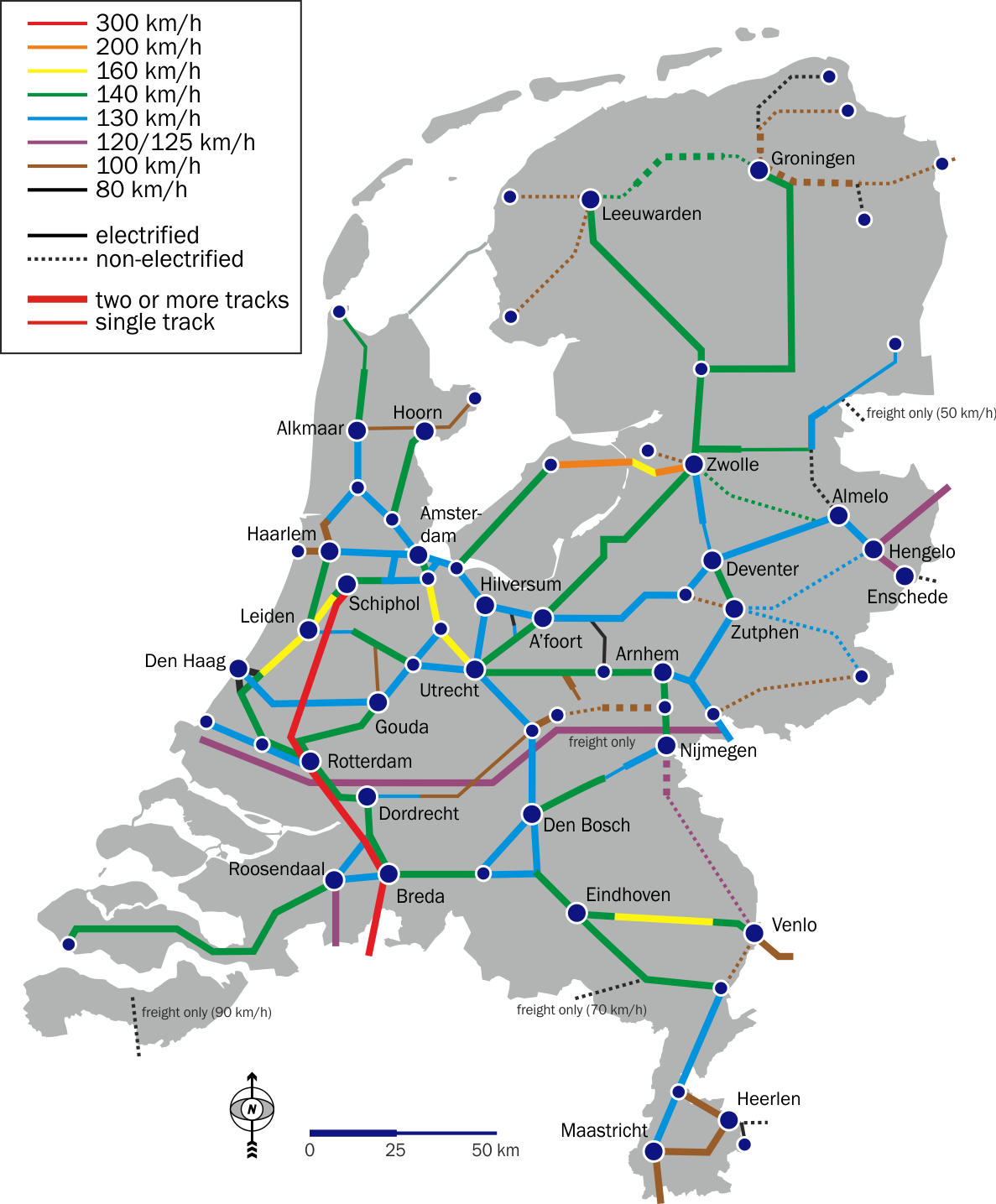
Réseau ferroviaire néerlandais par vitesse maximale (2007).

Les Pays-Bas comptent environ 2800 km de lignes de chemin de fer.
- Le Helder - Amsterdam
- Aix-la-Chapelle - Maastricht
- Amsterdam central - Schiphol
- Amsterdam - Elten
- Amsterdam - Rotterdam
- Amsterdam - Zutphen
- Elst - Dordrecht
- Utrecht - Boxtel
- Gouda - La Haye
- Harlingen - Nieuweschans
- Ligne de la Betuwe
- Maastricht - Venlo
- Rosendael - Bréda
- Rosendael - Flessingue
- Wesp - Leyde
- Merwede - Linge